# Stůl číslo 19
Stůl číslo 19 (v anglickém originále Table 19) je americký komediální film z roku 2017. Režie a scénáře se ujal Jeffrey Blitz. Ve snímku hrají hlavní role Anna Kendrick, Craig Robinson, June Squibb, Lisa Kudrow, Stephen Merchant, Wyatt Russell a Tony Revolori. Film byl do kin uveden 3. března 2017. V Česku zatím premiéru neměl. Film získal negativní recenze od kritiků a vydělal 5 milionů dolarů. 

## Obsazení
| Anna Kendrick    | Eloise McGarry |
| Craig Robinson   | Jerry Kepp     |
| June Squibb      | Jo Flanagan    |
| Lisa Kudrow      | Bina Kepp      |
| Stephen Merchant | Walter Thimble |
| Tony Revolori    | Renzo Eckberg  |
| Wyatt Russell    | Teddy          |
| Amanda Crew      | Nicole         |
| Andy Stahl       | Henry Grotsky  |
| Maria Thyaer     | Kate Millner   |
| Andy Daly        | Luke Pfaffler  |
| Thomas Cocquerel | Huck           |
| Margo Martindale | Freda Eckberg  |
| Becky Ann Baker  | Carol Milner   |
| Rya Meyers       | Francie Miller |

## Přijetí

### Tržby
Film vydělal 3,6 milionů dolarů v Severní Americe a 1,4 milionů dolarů v ostatních oblastech, celkově tak vydělal 5 milionů dolarů po celém světě. Rozpočet filmu činil 5 milionů dolarů. Za první víkend vydělal 1,6 milionů dolarů. 

### Recenze
Film získal negativní recenze od kritiků. Na recenzní stránce Rotten Tomatoes získal z 92 započtených recenzí 22 procent s průměrným ratingem 4,6 bodů z deseti. Na serveru Metacritic snímek získal z 29 recenzí 40 bodů ze sta. Na Česko-Slovenské filmové databázi snímek získal 51%. 